# Władimir Ponomariow (lekkoatleta)
Władimir Iwanowicz Ponomariow (ros. Владимир Иванович Пономарёв, ur. 10 sierpnia 1952 we wsi Razwilnoje w obwodzie rostowskim) – radziecki lekkoatleta, średniodystansowiec.
Zajął 4. miejsce w biegu na 800 metrów na mistrzostwach Europy w 1974 w Rzymie. Zdobył brązowy medal na tym dystansie na halowych mistrzostwach Europy w 1975 w Katowicach (wyprzedzili go tylko Gerhard Stolle z NRD i Ivo Van Damme z Belgii). Również w finale Pucharu Europy w 1975 w Nicei zajął 3. miejsce w biegu na 800 metrów.
Odpadł w eliminacjach biegu na 800 metrów i sztafety 4 × 400 metrów na igrzyskach olimpijskich w 1976 w Montrealu. Zajął 2. miejsce (za Thomasem Wessinghage z RFN) w biegu na 1500 metrów w Pucharze Świata w 1979 w Montrealu.
Ponomariow był mistrzem ZSRR w biegu na 800 metrów w 1975 i 1977 oraz w biegu na 1500 metrów w 1977 i 1979, a w hali mistrzem w biegu na 1000 metrów w 1973, w biegu na 800 metrów w 1977 oraz w biegu na 1500 metrów w 1979.
Był rekordzistą ZSRR w sztafecie 4 × 1500 metrów (w 1975). Jego rekordy życiowe wynosiły: w biegu na 800 metrów 1:45,6 (1976), a w biegu na 1500 metrów 3:37,9 (1979).